# Три Горуна
Три Горуна је археолошки локалитет праисторијског насеља на падини изнад леве обале Поречке реке, северно од Рудне Главе.
Керамички материјал откривен на овом локалитету припада старијем гвозденом добу (хоризонту Гава), а откривени су и трагови насеља из античког периода које се може везати за рударство и металургију.